# Broadwater County
Broadwater County är ett administrativt område i delstaten Montana, USA. År 2010 hade countyt 5 612 invånare.  Den administrativa huvudorten (county seat) är Townsend. 

## Geografi
Enligt United States Census Bureau så har countyt en total area på 3 209 km². 3 085 km² av den arean är land och 124 km² är vatten. 

### Angränsande countyn
- Meagher County - nord och öst
- Gallatin County - syd
- Jefferson County - väst
- Lewis and Clark County - nordväst